# Stizorhina finschi
El zorzal de Finsch (Stizorhina finschi) es una especie de ave paseriforme de la familia Turdidae endémica de los bosques de África Occidental. Anteriormente se consideraba una subespecie del zorzal de Fraser (Stizorhina fraseri).

## Descripción
La especie tiene 18 a 20 cm de longitud. El dorso de los adultos es marrón sus zonas inferiores son anaranjadas, la nuca es grisácea o color oliva y el pecho y más rufo en la parte posterior del cuerpo. La cola es marrón oscura con bordes blancos. Las mejillas y la garganta son de color gris con tonos naranja.  No se ha descrito a los jóvenes.
La voz es similar a la del zorzal de Fraser. En Liberia canta de mayo a octubre. La canción consta de cuatro silbidos melodiosos, «hooee, hooee hooee-huEE», con un tono más lento y graves que el canto del zorzal de Fraser. Un llamado de cuatro notas repetidas rápidamente, «tswe-tswe-tswe-tswe» que varía a un «tsw-tsee… tsweeeee»; y otro es un silbido largo y quejumbroso «wee… weeeee-eee». En situaciones de alarma causadas por depredadores da un zumbante «word-word-word». A diferencia de la zorzal de Fraser, esta especie responde a las grabaciones de su llamado.

## Taxonomía
Algunas autoridades agrupan esta especie con el zorzal de Fraser (Neocossyphus fraseri), debido en parte a las observaciones en el sur de Nigeria con el plumaje y los entre las dos especies. En este caso se trata como una especie independiente siguiendo al Handbook of the Birds of the World y otras autoridades.
El epíteto específico honra al explorador alemán Otto Finsch. Frecuentemente se escribe finschii, pero la grafía con una sola «i» es la correcta.

## Distribución y hábitat
Vive en altitudes bajas en las partes más densas de los bosques, con frecuencia cerca de arroyos, zonas húmedas o pantanos arbolados, desde el nivel del mar hasta los 1500 metros (aproximadamente 5000 pies), en el sur de Sierra Leona, Liberia, Ghana, Benín y Nigeria. (Se ha informado de su presencia en el sur de Togo puede haber una pequeña población allí.) Es sedentario (no migra).
Es poco frecuente en muchas zonas, pero común en algunas otras.

## Comportamiento
Generalmente aparece en solitario o en pareja. Durante la temporada de reproducción es muy territorial, pero en otras ocasiones puede unirse a bandadas mixtas para alimentarse de hormigas. Sin embargo, depende menos de esos enjambres de hormigas que sus dos compañeros miembros del género Neocossyphus, el zorzal de Fernando Póo (N. poensis) y el zorzal colirrufo (N. rufus). En lugar de atrapar insectos en el pico —como hace un papamoscas—, los atrae desde su posición en un árbol o los saca de debajo de las hojas, mientras revolotea. Los insectos favoritos incluyen termitas, saltamontes, hormigas, escarabajos, moscas, y varias especies de pequeño tamaño. Puede encaramarse durante mucho tiempo sin moverse desde una posición horizontal. Con frecuencia chasquea sus timoneras externas a un lado «como si fuera una tijera».
En Nigeria, un pájaro fue visto en marzo recogiendo material para su nido en la base de una epífita. En Liberia, se han sido observado en condiciones reproductivas desde junio a diciembre, y jóvenes independientes en septiembre. Poco se sabe acerca de la reproducción de esta especie.